# Isabel Allende (chính trị gia)
Isabel Allende Bussi (/ɑːˈjɛndeɪ/; sinh ngày 18 Tháng 1 năm 1945) là một chính trị gia Đảng Xã hội Chile và là con gái của cựu Tổng thống Chile Salvador Allende, và vợ ông, Hortensia Bussi. Từ năm 1994 đến năm 2010, bà là hạ nghị sĩ và vào tháng 3 năm 2010, bà trở thành thượng nghị sĩ đại diện cho khu vực Atacama. Vào ngày 28 tháng 2 năm 2014, Allende được bầu làm chủ tịch Thượng viện, kể từ ngày 11 tháng 3 năm 2014, là nữ chủ tịch Thượng viện đầu tiên của bộ phận này trong lịch sử Chile.